# Breakfast at Tammy's
Breakfast at Tammy's è il primo album studio del gruppo pop punk statunitense Lustra, pubblicato il 31 dicembre 1998 da XOFF Records.

## Tracce
1. Fingerbang – 3:51
2. You Can't Hit Me (I'm Too High) – 3:51
3. Running Like Bitches – 2:31
4. Nine – 2:01
5. Flying Saucer Attack – 2:13
6. Woke Up in Water – 4:56
7. Tammy's Pace Car – 2:16
8. Gettin' It On – 1:39
9. Came out for Nothing – 3:29
10. Conversation Hearts – 4:19
11. Bolton & Knotts – 2:46
12. Hayuh – 3:23
13. Smoking Time – 3:53
14. Angry Men – 21:29

## Formazione
- Chris Baird - batteria, voce
- Nick Cloutman - basso, voce
- Jason Adams - prima chitarra
- Jon Baird - seconda chitarra